# Зимске олимпијске игре
Зимске олимпијске игре (ЗОИ; енгл. Winter Olympic Games) су вишедневно спортско такмичење у зимским спортовима на снегу и леду, пандан Летњим олимпијским играма.
Прве Зимске олимпијске игре одржане су у Шамонију од 25. јануара до 5. фебруара 1924. године на Олимпијском стадиону.
Барон Пјер де Кубертен, оснивач олимпијског покрета, био је огорчени противник Зимских игара. Сматрао је да крше основни постулат олимпизма – окупљање свих спортиста на истом месту и у исто време. У складу са Кубертеновим идејама такмичења у хокеју и уметничком клизању одржавана су на Летњим играма 1908. и 1920. године,
Кубертен је лично спречио да Игре у Шамонију понесу назив Олимпијске игре. Званични назив био је „Међународна недеља зимских спортова“. Признање је стигло посредно и прећутно. У најави Игара, које су организоване у швајцарском Санкт Морицу, наводи се да се ради о Другим Зимским олимпијским играма.
У почетку је држава-организатор Летњих игара имала право првенства у одређивању домаћина, под условом да има услове да организује Зимске игре. Тако је Париз донео домаћинство Шамонију, Лос Анђелес Лејк Плесиду, а Берлин Гармиш-Партенкирхену. Једини предратни изузетак била је 1928. година, када су Летње игре организоване у Амстердаму — пошто је највиши врх Холандије Фалсерберг висок само 323 метра, било је јасно да се Зимске олимпијске игре не могу одржати у Холандији.
Кад је утемељен МОК, један од предвиђених спортова било је и клизање на леду, а прво такмичење таквог типа, одржано на играма 1908. у Лондону, биле су четири дисциплине уметничког клизања. Предложено је оснивање посебних зимских игара, али је та идеја минирана гласовима Скандинаваца који су протежирали своје „Нордијске игре“. Ипак неке дисциплине зимских спортова биле су уврштене у програм игара 1916. године у Берлину (које нису одржане) и оних 1920. у Антверпену. Онда је, 1924. године у Шамонију у Француској под покровитељством МОК-а, а у склопу VIII Олимпијских игара, 1924. у Паризу, прво организован„ Међународни викенд зимских спортова“ који је постигао успех, па је идуће, 1925. године МОК одлучио да установи посебне Зимске Олимпијске игре које ће се одржавати независно од Летњих олимпијских игара. На засједању МОК, 1926. године, одлучено је да се та спортска манифестација одржана 1924. године рачуна као прве Зимске Олимпијске игре.
До 1992, и летње и зимске Олимпијске игре одржаване су исте године, а онда је, МОК одлучио да их „раздвоји“. Због тога су следеће Зимске Олимпијске игре, 1994. у Лилехамеру, одржане само две године послије претходних игара.

## Историја

### Ране године
Претходницу Олимпијских игара, Нордијске игре, организовао је генерал Виктор Густаф Балк у Стокхолму, у Шведској, 1901. године и одржаване су поново 1903. и 1905. године, а затим сваке четврте године до 1926. Балк је био чартер члан МОК- а и близак пријатељ оснивача Олимпијских игара Пјера де Кубертена. Покушао је да се зимски спортови, посебно уметничко клизање, додају олимпијском програму, али није успео до Летњих олимпијских игара 1908. у Лондону. Такмичари су се надметали у четири такмичења у уметничком клизању, на којима су Улрих Салхов (десетоструки светски шампион) и Меџ Сајерс освојили појединачне титуле.
Три године касније, италијански гроф Еугенио Брунета Д'усаук је предложио да се етапа МОК-а укључи у недељу зимских спортова као део Летњих олимпијских игара 1912. у Стокхолму, у Шведској. Организатори су се противили овој идеји јер су желели да заштите интегритет Нордијских игара и били су забринути због недостатка објеката за зимске спортове.
Идеја је поново ускрснута за Летње олимпијске игре 1916. које су се требале одржати у Берлину, у Немачкој. Планирана је недеља зимских спортова са брзим клизањем, уметничким клизањем, хокејем на леду и нордијским скијањем, али су Олимпијске игре 1916. отказане након избијања Првог светског рата.

### 1920. до 1936. године
Прве Олимпијске игре после рата, Летње олимпијске игре 1920. године, одржане су у Антверпену и укључивале су уметничко клизање  и турнир у хокеју на леду. Немачкој, Аустрији, Мађарској, Бугарској и Турској забрањено је да се такмиче на играма. На Конгресу МОК-а одржаном наредне године одлучено је да земља домаћин Летњих олимпијских игара 1924, Француска, буде домаћин посебне „Међународне недеље зимских спортова“ под покровитељством МОК-а. Шамони је изабран за домаћина те недеље  и тог догађаја.
Зимске олимпијске игре 1924. у Шамонију показале су се успешним када се више од 250 спортиста из 16 земаља такмичило у 16 дисциплина. Спортисти из Финске и Норвешке освојили су 28 медаља, више од осталих земаља учесница заједно. Прву златну медаљу освојио је Чарлс Јевтрав из Сједињених Држава у брзом клизању на 500 метара. Соња Хени из Норвешке, са само 11 година, такмичила се у уметничком клизању за жене и, иако је завршила на последњем месту, постала је популарна међу навијачима. Ђилис Графстрем из Шведске одбранио је своју златну медаљу из 1920. у уметничком клизању за мушкарце, поставши први олимпијац који је освојио златне медаље и на Летњим и на Зимским олимпијским играма. Године 1925. МОК је одлучио да направи посебан зимски догађај и игре 1924. у Шамонију су ретроактивно означене као прве Зимске олимпијске игре.
Санкт Мориц именован је од МОК-а за домаћина других Зимских игара 1928. Променљиве временске прилике правиле су домаћину велике ометње. Церемонија отварања одржана је по мећави, док су топли временски услови пратили спортске догађаје током остатка игара. Због временских прилика, трка на 10.000 метара брзог клизања је морала бити отказана. Време није био једини аспект вредан пажње на играма 1928: Соња Хени из Норвешке вратила се на Зимске олимпијске игре да би ушла у историју када је победила у уметничком клизању за жене са 15 година. Постала је најмлађа олимпијска шампионка у историји, признање које је држала пуних 70 година и наставила да брани титулу на наредне две Зимске олимпијске игре.  Гилис Графстром је освојио своје треће узастопно злато у уметничком клизању  и освојио сребро 1932. поставши до сада најодликованији мушки уметнички клизач.
Следеће зимске олимпијске игре, одржане у Лејк Плесиду, биле су прве које су биле домаћини ван Европе. Учествовало је седамнаест нација и 252 спортиста.  То је било мање него 1928. године, пошто је пут до Лејк Плесида био предуг и скуп за неке европске нације које су наишле на финансијске проблеме усред Велике кризе. Спортисти су се такмичили у четрнаест дисциплина у четири спорта.  Готово два месеца пре Игара није падао снег, а није било ни довољно снега да се одрже сви догађаји до средине јануара. Соња Хени је одбранила своју олимпијску титулу, а Еди Иган из Сједињених Држава, који је био олимпијски шампион у боксу 1920. године, освојио је златну медаљу у бобу за мушкарце  и придружио се Гилису Графстрому као једини спортисти који су освојили златне медаље и на Летњим и на Зимским олимпијским играма.  Иган има признање као једини олимпијац до 2020. који је постигао овај подвиг у различитим спортовима.
Немачки градови Гармиш и Партенкирхен придружили су се организацији Зимских игара 1936, одржаним од 6. до 16. фебруара. Ово је био последњи пут да су Летње и Зимске олимпијске игре одржане у истој земљи исте године. Алпско скијање је дебитовало на Олимпијским играма, али учитељима скијања је био забрањен улазак јер су сматрани професионалцима.  Због ове одлуке швајцарски и аустријски скијаши су одбили да се такмиче на играма.
Други светски рат прекинуо је Зимске олимпијске игре. Игре из 1940. додељене су Сапору у Јапану, али је одлука повучена 1938. због јапанске инвазије на Кину. Игре су тада требале да се одрже у Гармиш-Партенкирхену у Немачкој, али су игре 1940. отказане након немачке инвазије на Пољску 1939. Због рата који је био у току, игре 1944. које су првобитно биле заказане за Кортину Д'Ампецо, су такође биле отказане.

### 1948. до 1962. године
Сент Мориц је изабран за домаћина првих послератних игара, 1948. Неутралност Швајцарске заштитила је град током Другог светског рата, а већина места са игара из 1928. остала је на месту, што је Сент Мориц учинило логичним избором. Постао је први град који је два пута био домаћин Зимских олимпијских игара. У Швајцарској се такмичило 28 земаља, али нису позвани спортисти из Немачке и Јапана. Контроверза је избила када су стигла два хокејашка тима из Сједињених Држава, оба тврдећи да су легитимни амерички хокејашки репрезентативци. Олимпијска застава представљена на Летњим олимпијским играма 1920. у Антверпену је украдена, као и њена замена. На овим играма је постојао невиђени паритет, током којих је 10 земаља освојило златне медаље — више него било које игре до тог тренутка.
Традиција олимпијског пламена уведена је на играма у Ослу 1952. године, када је пламен у огњишту запалио норвешки пионир скијања Сондре Нордхајм, а прву зимску олимпијску штафету бакље извело је 94 бакљоноша у потпуности на скијама. Бенди, популаран спорт у нордијским земљама, био је представљен као демонстрацијски спорт, иако су само Норвешка, Шведска и Финска имале тимове. Норвешки спортисти освојили су 17 медаља, што је престигло све остале нације. Предводио их је Хјалмар Андерсен који је освојио три златне медаље у четири дисциплине у брзом клизању.
Пошто није могла да буде домаћин игара 1944. године, Кортина д'Ампецо је изабрана да организује Зимске олимпијске игре 1956. године. На церемонији отварања, последњи носилац бакље, Гвидо Кароли, ушао је на Олимпијски стадион на клизаљкама. Док је клизио по стадиону, клизаљка му се закачила за сајлу, пао је и опекао руку, умало угасивши пламен. Успео је да се опорави и запали казан. Ово су биле прве зимске игре које су биле емитоване на телевизији и прве Олимпијске игре икада емитоване међународној публици, иако никаква телевизијска права нису продата до Летњих олимпијских игара 1960. у Риму. Игре су коришћене за тестирање изводљивости телевизијског преноса великих спортских догађаја.
Совјетски Савез је дебитовао на Олимпијским играма освојивши више медаља него било која друга нација.  Непосредни успех Совјета могао би се објаснити појавом „сталног спортисте аматера“ који је спонзорисала држава. СССР је ушао у тимове спортиста који су сви номинално били студенти, војници или запослени у некој професији, али многи од њих су у стварности били плаћени од стране државе да тренирају са пуним радним временом. Чихару Игаја освојио је прву медаљу на Зимским олимпијским играма за Јапан и азијски континент када је заузео друго место у слалому.
МОК је доделио Олимпијске игре 1960. Скво долини у Сједињеним Државама. Најава избора је била шок јер је одмаралиште било неразвијено и непознато ван Сједињених Држава. Око 80.000.000 америчких долара потрошено је током четири године за изградњу потпуно непостојеће инфраструктуре. Церемоније отварања и затварања биле су прве у продукцији компаније Волт Дизни. Олимпијске игре су биле прве зимске игре које су имале олимпијско село за спортисте, прве које су користиле рачунар (љубазност ИБМ-а ) за табеларни приказ резултата, и прве које су приказивале женске догађаје у брзом клизању. Ово издање је једино до сада на којем није било такмичења у бобу, пошто је број пријављених земаља био недовољан, а трошкови изградње стазе превисоки за Организациони одбор. Да би се заменио догађај, одржано је додатно издање ФИБТ Светског првенства.

### 1964. до 1980. године
Аустријски град Инзбрук био је домаћин олимпијских игара 1964. На традиционалном ритуалу одржаном у храму Олимпије први пут је упаљена олимпијска бакља Зимских олимпијских игара. Иако је Инзбрук био традиционално зимско спортско одмаралиште, непредвиђено топло време изазвало је недостатак снега и организатори нису успели да сачувају довољно снега да би се користио током Игара, па је аустријска војска ангажована да транспортује снег и лед са других места до спортских терена. Совјетска брза клизачица Лидија Скобликова ушла је у историју победивши у свим дисциплинама у четворобрзинском клизању. Њена каријера са укупно шест златних медаља поставила је рекорд за спортисте на Зимским олимпијским играма. Такође, по први пут је санкање уврштено у олимпијски програм, али је спорт добио лош публицитет када је такмичар погинуо у предолимпијском тренингу.
Одржане у француском граду Греноблу, Зимске олимпијске игре 1968. биле су прве Олимпијске игре које су емитоване у боји. Учествовало је 1.158 спортиста из 37 земаља који су се такмичили у 35 дисциплина. Француски тркач у алпском скијању Жан-Клод Кили постао је тек друга особа која је победила у свим дисциплинама у алпском скијању за мушкарце. Због великог интересовања широм света, организациони комитет је продао телевизијска права за 2 долара милиона, што је више него двоструко више од цене права на емитовање Игара у Инсбруку. Организатори су по први пут одлучили да децентрализују Игре како би уштедели трошкове и догађаји су били распоређени на три кластера на великим удаљеностима, што је довело до потребе за изградњом три олимпијска села. Уз високе трошкове, организатори су тврдили да је то било неопходно ради прилагођавања технолошком напретку, међутим, критичари су то оспорили, наводећи да ће распоред уградити најбоље могуће просторе за телевизијске преносе о трошку спортиста.
Зимске игре 1972. одржане у Сапору у Јапану  биле су прве које су биле домаћини на другом континенту осим Северне Америке или Европе. Питање професионализма је оспорено током ових Игара када је утврђено да је одређени број алпских скијаша учествовао у скијашком кампу на Мамут планини у Сједињеним Државама; Три дана пре церемоније отварања, председник МОК-а Ејвери Брундиџ запретио је да ће забранити скијашима да се такмиче на Играма јер је инсистирао да више нису аматери јер су имали финансијску корист од свог статуса спортиста. На крају је само Аустријанац Карл Шранц, који је зарадио више од осталих скијаша, искључен из такмичења. Канада је бојкотовала турнире у хокеју на леду 1972. и 1976. у знак протеста што није могла да користи играче из професионалних лига. Канадске власти су такође оптужиле Совјетски Савез да користи спортисте које је спонзорисала држава, а који су де факто били професионалци. Франсиско Фернандез Очоа постао је први и до 2022. године једини Шпанац који је освојио златну медаљу на Зимским олимпијским играма када је тријумфовао у слалому.
Зимске олимпијске игре 1976. првобитно су додељене 1970. Денверу. Ове игре би се поклопиле са годином стогодишњице Колорада и двестогодишњице Сједињених Држава . Међутим, све већи трошкови догађаја и нафтна криза довели су до локалног плебисцита одржаног у новембру 1972. године, који је резултирао повлачењем града из домаћинства Игара, пошто су грађани Колорада гласали против јавног финансирања Игара. МОК је одговорио тако што је Игре понудио Ванкуверу, који је претходно био финалиста за Игре 1976. године. Међутим, промена покрајинске владе довела је до тога да администрација није подржала кандидатуру за Олимпијаду, па је понуда МОК-а одбијена.
Солт Лејк Сити, који је раније био кандидат за Зимске олимпијске игре 1972., тада се представио, али је напета политичка ситуација довела до тога да МОК позове Инсбрук да буде домаћин Игара 1976, пошто је сва инфраструктура коришћена током Игара 1964. била очувана. Упркос томе што је имао само половину уобичајеног времена за припреме за Игре, Инсбрук је прихватио позив да замени Денвер у фебруару 1973.  Током свечаног отварања запаљена су два казана јер је то други пут да је аустријски град домаћин Зимских игара. На Играма 1976. била је прва комбинована стаза за боб и санкање, у суседном Иглсу. Совјетски Савез је освојио четврту узастопну златну медаљу у хокеју на леду.
Зимске олимпијске игре су се 1980. вратиле у Лејк Плесид, који је био домаћин Игара 1932. године. За разлику од претходних издања, Лаке Плесид није имао конкуренцију у овом процесу понуде. Кипар је дебитовао на Олимпијским играма. Народна Република Кина и прва тропска држава Костарика такмичиле су се за прве медаље на Зимским играма. Република Кина је бојкотовала Игре у знак протеста што је МОК признао Народну Републику Кину као једину „Кину“ и захтевала да се Република Кина такмичи као „Кинески Тајпеј “. НРК се, с друге стране, вратила на Олимпијске игре први пут од 1952. године и дебитовала на Зимским олимпијским играма.
Амерички брзи клизач Ерик Хајден поставио је олимпијски и светски рекорд у свакој од пет дисциплина у којима се такмичио, освојивши укупно пет појединачних златних медаља и оборио рекорд за већину појединачних злата на једној Олимпијади (и летњим и зимским). Хани Венцел је победила и у слалому и у велеслалому, а њена земља, Лихтенштајн, постала је најмања нација која је освојила златну олимпијску медаљу.  У „Чуду на леду “, америчка хокејашка репрезентација састављена од групе студената са колеџа победила је омиљене искусне професионалце из Совјетског Савеза и напредовала да на крају освоји златну медаљу.

### 1984. до 1998. године
Сапоро и Гетеборг, били су фаворити за домаћина Зимских олимпијских игара 1984. Стога је било изненађење када је Сарајево, изабрано за домаћина. Игре су биле добро организоване и нису биле погођене ратом који је захватио земљу осам година касније.  Укупно 49 нација и 1.272 спортиста учествовало је у 39 такмичења. Домаћин Југославија освојила је своју прву олимпијску медаљу када је алпски скијаш Јуре Франко освојио сребро у велеслалому. Још један спортски врхунац био је слободан плесни наступ британских плесача на леду Џејн Торвил и Кристофера Дина ; њихова Болеро рутина добила је једногласно савршене оцене за уметнички утисак, што им је донело златну медаљу. 
1988. године, канадски град Калгари био је домаћин првих Зимских олимпијских игара које су трајале три викенда и трајале су укупно 16 дана.  Додати су нови догађаји у скијашким скоковима и брзом клизању, док су будући олимпијски спортови карлинг, брзо клизање и скијање слободним стилом дебитовали као демонстрациони спортови. Такмичења у брзом клизању су први пут одржана у затвореном простору, на Олимпијском овалу . Холандска клизачица Ивон ван Генип освојила је три златне медаље и поставила два светска рекорда, победивши у свакој трци клизачице из омиљеног тима Источне Немачке.
Њену медаљу изједначио је фински скакач Мати Никенен, који је победио у све три дисциплине у свом спорту. Алберто Томба, италијански скијаш, дебитовао је на Олимпијским играма победивши и у велеслалому и у слалому. Источна Немица Криста Ротенбургер освојила је 1.000 за жене метар брзо клизање догађај. Седам месеци касније освојила је сребро у бициклизму на стази на Летњим играма у Сеулу, да би постала једина спортисткиња која је освојила медаље и на Летњим и на Зимским олимпијским играма исте године.
Зимске игре 1992. биле су последње које су одржане у истој години као и Летње.  Били су домаћини у региону Француске Савоје, са 18 догађаја одржаних у граду Албертвилу, а преостали догађаји су се ширили по Савоји.  Политичке промене тог времена одразиле су се на састав олимпијских тимова који су се такмичили у Француској: ово су биле прве Игре које су одржане након пада комунизма и пада Берлинског зида, а Немачка се први пут такмичила као једна нација. од Игара 1964.
Бивше југословенске републике Хрватска и Словенија дебитовале су као независне нације; већина бивших совјетских република се и даље такмичила као један тим познат као Уједињени тим, али су балтичке државе наступиле самостално по први пут од пре Другог светског рата. У 16 године, фински скакач Тони Ниеминен ушао је у историју поставши најмлађи мушки зимски олимпијски шампион. Новозеландска скијашица Анелис Кобергер постала је прва освајачица зимске олимпијске медаље са јужне хемисфере када је освојила сребрну медаљу у женском слалому.
Зимске олимпијске игре 1994. одржане у Лилехамеру у Норвешкој биле су прве зимске игре које су одржане у години која се разликује од летњих игара. Ова промена је резултат одлуке донете на 91. заседању МОК-а (1986) да се Летње и Зимске игре раздвоје и сместе у наизменичне парне године.  Лилехамер је најсевернији град који је икада био домаћин Зимских игара. Било је то други пут да су Игре одржане у Норвешкој, након Зимских олимпијских игара у Ослу 1952. године, и први пут је поштовано олимпијско примирје . Као резултат тога, након распада Чехословачке 1993. године, Чешка и Словачка су дебитовале на Олимпијским играма.
Такмичење у уметничком клизању за жене привукло је пажњу медија када је америчка клизачица Ненси Кериган повређена 6. јануара 1994. у нападу који је планирао бивши муж противнице Тонје Хардинг. Обе клизачице су се такмичиле на Играма, али је златну медаљу за мало освојила Оксана Бајул која је постала прва олимпијска шампионка Украјине, док је Кериган освојила сребрну медаљу. Јохан Олав Кос из Норвешке освојио је три златне медаље, први у свим дисциплинама брзог клизања на даљину.
13-годишња Ким Јун-Ми постала је најмлађа златна олимпијска медаља у историји када је Јужна Кореја победила у женској штафети брзог клизања на 3.000 метара. Бјерн Дели из Норвешке освојио је медаљу у четири од пет дисциплина крос-кантри, поставши најодликованији зимски олимпијац до тада. Русија је освојила највише такмичења, са једанаест златних медаља, док је Норвешка постигла 26 подијума, сакупивши укупно највише медаља на домаћем терену. Хуан Антонио Самаран описао је Лилехамер као "најбоље зимске олимпијске игре икада" у свом говору на завршној церемонији.
Зимске олимпијске игре 1998. одржане су у јапанском граду Нагану и биле су прве игре које су угостиле више од 2.000 спортиста.  Национална хокејашка лига дозволила је својим играчима да по први пут учествују на мушком турниру у хокеју на леду, а Чешка је освојила турнир. Женски хокеј на леду је дебитовао, а САД су освојиле златну медаљу. Бјерн Дели из Норвешке освојио је три златне медаље у нордијском скијању, поставши најодликованији спортиста на зимским олимпијским играма, са осам златних медаља и укупно дванаест медаља. Аустријанац Херман Мајер преживео је несрећу током такмичења у спусту и вратио се како би освојио злато у супервелеслалому и велеслалому.  Тара Липински из Сједињених Држава, са само 15 година, постала је најмлађа златна медаља икада у појединачној дисциплини када је освојила сингл за жене, што је рекорд који је постојао откако је Соња Хени из Норвешке победила на истом такмичењу, такође са 15 година, у Сент Мориц 1928. Нови светски рекорди су постављени у брзом клизању углавном захваљујући увођењу клизаљке са клапском.

### 2002. до 2022. године
Након бурног процеса у граду домаћину, Зимске олимпијске игре 2002. одржане су у Солт Лејк Ситију у Сједињеним Државама. 2.399 спортиста из 77 националних олимпијских комитета учествовало је у 78 такмичења у 7 спортова. Ове Игре су биле прве одржане од напада 11. септембра 2001. године, што је значило већи степен безбедности како би се избегао терористички напад. На церемонији отварања видљиви су знаци последица догађаја тог дана, укључујући заставу која се вијорила на Граунд Зеро, и почасну гарду припадника НИПД и ФДНИ.
Немац Георг Хакл освојио је сребро у синглу, поставши први спортиста у историји Олимпијских игара који је освојио медаље у истој појединачној дисциплини на пет узастопних Олимпијских игара.  Канада је остварила невиђени дупликат освојивши и мушку и женску златну медаљу у хокеју на леду. Канада се уплела са Русијом у контроверзу која је укључивала суђење такмичења парова у уметничком клизању. Руски пар Јелена Бережнаја и Антон Сихарулидзе борио се за златну медаљу против канадског пара Џејмија Салеа и Дејвида Пелетијеа.
Изгледало је да су Канађани клизали довољно добро да победе на такмичењу, али су Руси добили злато. Француски судија Мари-Рејн Ле Гуње доделио је злато Русима. Истрага је открила да је на њу вршен притисак да да злато руском пару без обзира на то како су клизали; заузврат, руски судија би благонаклоно гледао на француске учеснике у такмичењу у плесу на леду.
МОК је одлучио да оба пара додели златну медаљу на другој церемонији доделе медаља која је одржана касније на Играма. Аустралијанац Стивен Бредбери постао је први освајач златне медаље са јужне хемисфере када је освојио медаљу на 1.000 метара брзо клизање на кратким стазама.
Италијански град Торино био је домаћин Зимских олимпијских игара 2006. То је био други пут да је Италија била домаћин Зимских олимпијских игара. Јужнокорејски спортисти освојили су 10 медаља, укључујући 6 златних у дисциплинама брзог клизања на кратким стазама. Сун-Ју Јин је освојила три златне медаље, док је њена саиграчица Хјун-Су Ан освојила три златне медаље и бронзу.  У женској екипној трци, Канађанка Сара Ренер је сломила један штап, а када је видео њену дилему, норвешки тренер Бјорнар Хокенсмоен одлучио је да јој позајми штап. На тај начин је успела да помогне свом тиму да освоји сребрну медаљу у овој дисциплини на рачун норвешког тима, који је завршио четврти.
Победом у Супер-Г, Ђетил-Андре Омот из Норвешке постао је најодликованији скијашки тркач свих времена са 4 златне и 8 укупних медаља. Он је такође једини скијашки тркач који је победио на истом такмичењу на три Олимпијске игре, победивши у Супер-Г 1992, 2002. и 2006. године. Клаудија Пехштајн из Немачке постала је прва брза клизачица која је освојила девет медаља у каријери.
У фебруару 2009. Пехштајн је била позитивна на "манипулацију са крвљу" и добила је двогодишњу суспензију, на шта се жалила. Суд за спортску арбитражу потврдио је њену суспензију, али је швајцарски суд одлучио да она може да се такмичи за место у немачком олимпијском тиму 2010. године. Ова одлука је донета швајцарском савезном суду, који је поништио пресуду нижег суда и онемогућио јој да се такмичи у Ванкуверу.
Године 2003. МОК је доделио Зимске олимпијске игре 2010. Ванкуверу, чиме је Канада постала домаћин својих других Зимских олимпијских игара. Са популацијом већом од 2,5 милиона људи Ванкувер је највећа градска област која је икада била домаћин Зимских олимпијских игара. Преко 2.500 спортиста из 82 земље учествовало је у 86 такмичења.  Смрт грузијског сањкаша Нодара Кумариташвилија на тренингу на дан церемоније отварања довела је до тога да је клизни центар у Вислеру променио распоред стазе из безбедносних разлога.
Норвешка скијашица Марит Бјорген освојила је пет медаља у шест дисциплина трчања у женском програму. Олимпијске игре је завршила са три злата, сребром и бронзом. Канада је по први пут освојила златну медаљу на Олимпијским играма чији је домаћин, пошто то није успела ни на Летњим олимпијским играма 1976. у Монтреалу и на Зимским олимпијским играма 1988. у Калгарију . За разлику од златних медаља на овим Олимпијским играма, канадски тим је завршио као први у укупном броју освајања златних медаља, и постао је прва нација домаћин—од Норвешке 1952. — која је победила у броју златних медаља, са 14 медаља. Чинећи то, такође је оборила рекорд за највише златних медаља које је освојио национални олимпијски комитет на једној Зимској олимпијади (претходни је био 13, који је поставио Совјетски Савез 1976. и Норвешка 2002.).
Игре у Ванкуверу су биле запажене по лошем наступу руских спортиста. Од својих првих Зимских олимпијских игара 1956. до Игара 2006. совјетска или руска делегација никада није била ван првих пет нација које су освајале медаља, али су 2010. завршиле на шестом месту по укупном броју медаља и на једанаестом по златним медаљама. Председник Дмитриј Медведев позвао је на оставке највиших спортских званичника одмах после Игара. Разочаравајући учинак Русије у Ванкуверу наводи се као разлог за унапређење већ постојеће допинг шеме за коју се тврди да је била у функцији на великим догађајима као што су Игре 2014. у Сочију.
Успех азијских земаља био је у оштрој супротности са тимом Русије који није успео, а Ванкувер је назначио пораст медаља које су освојиле азијске земље. На Играма у Албертвилу 1992. године азијске земље су освојиле петнаест медаља, од којих су три златне. У Ванкуверу је укупан број медаља које су освојили спортисти из Азије порастао на тридесет и једну, од којих је једанаест златних. Успон азијских нација у спортовима на Зимским олимпијским играма делом је последица раста програма зимских спортова и интересовања за зимске спортове у нацијама као што су Казахстан, Јужна Кореја, Јапан и Кина. Ови резултати су повећали шансе да неки азијски град буде домаћин Зимских олимпијских игара 2018. које ће се одржати следеће године.
Сочи, је изабран за град домаћина Зимских олимпијских игара 2014. над Салцбургом у Аустрији и Пјонгчангом у Јужној Кореји. Ово је био први пут да је Русија била домаћин Зимских олимпијских игара. Игре су одржане од 7. до 23. фебруара 2014. Рекордних 2.800 спортиста из 88 земаља такмичило се у 98 дисциплина. Олимпијско село и Олимпијски стадион налазили су се на обали Црног мора. Сва планинска места била су 50 километара далеко у алпском региону познатом као Краснаја Пољана.  Игре су биле најскупље до тада, са трошковима од 30 милијарди фунти.
На снегу, норвешки биатлонац Оле Ејнар Бјерндален освојио је два злата да би свој укупан број олимпијских медаља попео на 13, претекавши свог сународника Бјорна Делија и постао најодликованији зимски олимпијац свих времена. Још једна норвешка скијашица Марит Бјорген освојила је три злата; њених укупно десет олимпијских медаља изједначило ју је као зимску олимпијку са највише медаља, уз Раису Сметањину и Стефанију Белмондо. Сноубордер Ајуму Хирано постао је најмлађи освајач медаље на снегу на Зимским играма када је са петнаест година освојио сребро на такмичењу у полупајпу.
На леду, репрезентација Холандије је доминирала у дисциплинама брзог клизања, узевши 23 медаље, четири чиста освајања постоља и најмање једну медаљу у свакој од дванаест дисциплина. Ирен Вист је била њихова најуспешнија такмичарка, која је освојила два злата и три сребра. У уметничком клизању, Јузуру Ханју је постао први клизач који је у кратком програму савладао баријеру од 100 поена на путу до златне медаље. Међу дисциплинама санкања, санкач Армин Зогелер освојио је бронзу, поставши први зимски олимпијац који је освојио медаљу на шест узастопних игара.
Након њиховог разочаравајућег учинка на Играма 2010. и улагања од 600 милиона фунти у елитни спорт, Русија је у почетку била на врху табеле медаља, уз 13 златних и укупно 33 медаље. Међутим, Григориј Родченков, бивши шеф руске националне антидопинг лабораторије, накнадно је тврдио да је учествовао у допинговању десетина руских такмичара за Игре и да му је помогла руска Федерална служба безбедности у отварању и поновном затварању боца у којима се налазе узорци урина како би се узорци са забрањеним супстанцама могли заменити "чистим" урином.
Накнадна истрага коју је наручила Светска антидопинг агенција коју је предводио Ричард Мекларен закључила је да је у Русији од „барем од краја 2011. до 2015. године“ функционисао државни програм за допинг у „огромној већини“ летњих и зимских олимпијских спортова. МОК је 5. децембра 2017. објавио да ће се Русија такмичити као олимпијски спортисти из Русије на Зимским олимпијским играма 2018., а до краја 2017. Дисциплинска комисија МОК-а је дисквалификовала 43 руска спортиста, одузевши тринаест медаља и избацивши Русију са на врху табеле медаља, чиме је Норвешка преузела вођство. Међутим, касније је враћено девет медаља, што значи да је Русија поново заузела прво место у укупној табели медаља и заједничко прво место са Норвешком по златним медаљама.
Дана 6. јула 2011, Пјонгчанг изабран је за домаћина Зимских олимпијских игара 2018. над Минхеном у Немачкој и Ансијем у Француској. Ово је био први пут да је Јужна Кореја изабрана за домаћина Зимских олимпијских игара и други пут да су Олимпијске игре одржане у тој земљи, после Летњих олимпијских игара 1988. у Сеулу. Игре су одржане од 9. до 25. фебруара 2018.  Више од 2.900 спортиста из 92 земље учествовало је у 102 такмичења. Главно место одржавања било је одмаралиште Алпенсиа у Даегвалеонг-миеону, док су се догађаји на леду одржавали у Гангнеунг Олимпијском парку у Пјонгчанговом суседном морском граду Гангнеунгу.
На почетак Зимских олимпијских игара 2018. утицале су тензије између Северне и Јужне Кореје и текући руски допинг скандал. Упркос напетим односима, Северна Кореја је пристала да учествује на Играма, да уђе са Јужном Корејом током церемоније отварања као јединствена Кореја и да представи јединствен тим у женском хокеју на леду. Руски спортисти, који су поштовали допинг прописе МОК-а, добили су могућност да се такмиче у Пјонгчангу као „олимпијски спортисти из Русије“ (ОАР).
Игре су укључиле сноубординг на великом ваздуху, брзо клизање са стартом, карлинг у мешовитим паровима и алпско скијање у мешовитом тиму. Као и четири године раније, Холандија је поново доминирала брзим клизањем, освојивши златне медаље у седам од десет појединачних дисциплина. Холандски брзи клизач Свен Крамер освојио је злато у мушкој дисциплини на 5000 метара, поставши једини брзи клизач који је три пута освојио исту олимпијску дисциплину. На снегу, Норвешка је водила у збиру медаља у скијашком трчању, са Марит Бјорген која је освојила бронзу у женском екипном спринту и злато у класичној дисциплини на 30 километара, чиме је њен укупан број олимпијских медаља порастао на петнаест, што је највише освојених од било које атлетичарке. (мушко или женско) у историји Зимских олимпијских игара.
Јоханес Хосфлот Клебо из Норвешке постао је најмлађи мушкарац икада који је освојио олимпијско злато у скијашком трчању када је победио у мушком спринту са 21 годину. Норијаки Касаји из Јапана постао је први спортиста у историји који је учествовао на осам Зимских олимпијских игара када је учествовао у квалификацијама за скијашке скокове дан пре отварања Игара. Естер Ледецка из Чешке Републике освојила је злато у скијашкој супервелеслалому и још једно злато у паралелном велеслалому у сноуборду, чиме је постала прва атлетичарка која је освојила златне олимпијске медаље у два спорта на појединим Зимским играма.
Норвешка је победила у укупном пласману медаља са 39, што је највећи број медаља од једне нације на Зимским олимпијским играма, а следили су је Немачка са 31 и Канада са 29. Домаћин Јужна Кореја освојила је седамнаест медаља, од којих пет златних, што је највећи број медаља на Зимским олимпијским играма.
Пекинг, главни град Народне Републике Кине, изабран је за град домаћина Зимских олимпијских игара 2022. 31. јула 2015. на 128. заседању МОК-а. Пекинг је постао први град који је икада био домаћин летњих и зимских олимпијских игара. Као и на Летњим олимпијским играма одржаним шест месеци раније у Токију, пандемија ковида 19 резултирала је применом строгих здравствених и безбедносних протокола, укључујући ограничења јавног присуства на Играма. Игре су укључивале рекордних 109 догађаја у 15 дисциплина у седам спортова са седам нових медаља, укључујући такмичења мешовитих тимова у скијашким зрачницама слободним стилом, скијашким скоковима и сноуборд кросу. Игре су одржане између 4. и 20. фебруара 2022. године на локацијама у Пекингу и Џангђакоуу које су се по први пут одвијале у потпуности на обновљиву енергију. На неколико догађаја утицале су температуре до минус 20 степени целзијуса и јак ветар.   
Прву златну медаљу на Играма освојила је Тереза Јохав из Норвешке у женском скиатлону. Јохав је био искључен са Зимских олимпијских игара 2018. контроверзном одлуком након што је користила забрањену крему за усне опечене од сунца. Такође је освојила златне медаље у тркама на 10 и 30 км за жене км. У женском сноуборд кросу, Линдзи Јакобелис из Сједињених Држава је освојила злато, пошто је изгубила злато 16 година раније на Зимским олимпијским играма 2006. у Торину због бруталног пада. На леду је доминирала Холандија са укупно шест златних медаља, а Ирен Шоутен је победила у масовном старту за жене, на 3.000 и 5.000 метара. Нилс ван дер Пол из Шведске победио је на 5.000 и 10.000 метара за мушкарце, поставивши нове олимпијске рекорде на обе дистанције. Камила Валијева из Русије је добила дозволу да се такмичи у женском уметничком клизању упркос неуспешном допинг тесту у децембру 2021. Међутим, није успела да освоји појединачну медаљу након пада у својој последњој рутини. Златна медаља руског тима остала је у лимбу две године, чекајући истрагу о позитивном тесту на дрогу Валијеве, пре него што је Суд за спортску арбитражу (ЦАС) дисквалификовао Валијеву на четири године ретроактивно до 25. децембра 2021, што је довело до тога да ИСУ поново додели медаље, надоградивши Сједињене Државе златом и Јапаном сребром док је РОЦ снизио на бронзу. Финска је освојила прво злато у хокеју на леду, победивши Олимпијски комитет Русије у финалу за мушкарце последњег дана Игара.
Норвешка је била прва у укупном пласману медаља, са укупно 37 медаља и 16 златних медаља, што је највећи број златних медаља било које нације на једној Зимској Олимпијади. Ово је девети пут да је Норвешка освојила највећи број златних медаља на Зимским играма.

### Поглед у будућност
Зимске олимпијске игре 2026. одржаће се у Милану – Кортина д'Ампецо, и одржаће се између 6. и 22. фебруара 2026.  На 142. заседању МОК-а у јулу 2024. потврђено је да ће домаћин Зимских олимпијских игара 2030. бити Француска у француским Алпима. Зимске олимпијске игре 2034. такође су истовремено додељене да буду домаћини Сједињених Држава у Солт Лејк Ситију где су Олимпијске игре одржане раније 2002.

## Проблеми и политика

### Контроверзе
Процес доделе признања града домаћина био је под интензивним испитивањем након што је Солт Лејк Сити добио право да буде домаћин Игара 2002. године. Убрзо након што је град домаћин објављен, откривено је да су организатори ушли у разрађену шему подмићивања како би придобили наклоност званичника МОК-а. Поклони и друга финансијска разматрања су дати онима који би оцењивали и гласали о понуди Солт Лејк Ситија. Ови поклони су укључивали лечење за рођаке, стипендију за колеџ за сина једног члана и уговор о земљишту у Јути. Чак је и председник МОК-а Хуан Антонио Самаран добио две пушке у вредности од 2.000 долара. Самаранц је бранио поклон као безначајан пошто је, као председник, био члан без права гласа.
Накнадна истрага је открила недоследности у понудама за сваку Олимпијаду (и летњу и зимску) од 1988. На пример, поклоне које су чланови МОК-а примили од јапанског организационог комитета за Наганову кандидатуру за Зимске олимпијске игре 1998. истражни одбор описао је као „астрономске“. Иако није урађено ништа строго незаконито, МОК се плашио да ће корпоративни спонзори изгубити веру у интегритет процеса и да ће олимпијски бренд бити укаљан до те мере да ће промотери почети да повлаче њихову подршку.
Истрага је резултирала искључењем 10 чланова МОК-а и санкционисањем још 10. Установљени су нови рокови и старосне границе за чланство у МОК-у, а у комитет је додато 15 бивших олимпијских спортиста. Наметнута су строжа правила за будуће понуде, са ограничењима вредности поклона које су чланови МОК-а могли да прихвате од градова који се пријављују.

### Град домаћин
Према МОК-у, град домаћин Зимских олимпијских игара одговоран је за „...успостављање функција и услуга за све аспекте Игара, као што су спортско планирање, простори, финансије, технологија, смештај, кетеринг, медијске услуге итд., као и операције током Игара”. Због трошкова одржавања Игара, већина градова домаћина никада не оствари профит од својих улагања. На пример, Зимске олимпијске игре 2006. у Торину, Италија, коштале су 3,6 милијарди долара. Поређења ради, Зимске олимпијске игре 1998. у Нагану, Јапан, коштале су 12,5 милијарди долара. Организатори Игара у Нагану тврдили су да су трошкови продужења услуге брзим возом од Токија до Нагана одговорни за високу цену.
Организациони комитет се надао да ће изложеност добијена од одржавања Зимских олимпијских игара и побољшани приступ Нагану из Токија, користити локалној економији годинама након тога. У ствари, економија Нагана јесте доживела постолимпијски процват годину или две, али дугорочни ефекти се нису материјализовали како се очекивало. Вероватноћа великог дуга је одвраћање за будуће градове домаћине, као и могућност да неискоришћени спортски објекти и инфраструктура оптерећују локалну заједницу трошковима одржавања који немају значајну постолимпијску вредност.
Зимске олимпијске игре имају додатни проблем алпских догађаја који захтевају планинску локацију; за мушки спуст потребно је 800 метара висинске разлике дуж одговарајуће стазе. Пошто је ово централни догађај за Игре, МОК раније није пристао да се одржава далеко од главног града домаћина, за разлику од Летњих игара, где су се одржавали једрење и коњски спортови. више од 1.000 километара даље. Захтев за планинском локацијом такође значи да се простори као што су хокејашке арене често морају градити у ретко насељеним подручјима са малом будућом потребом за великом ареном и хотелима и инфраструктуром потребним за све посетиоце Олимпијаде. Због проблема са трошковима, све је мање градова који су спремни да буду домаћини. Игре у Торину 2006. и Ванкуверу 2010., које су биле домаћини у земљама у којима се велики градови налазе у близини погодних планинских региона, имале су ниже трошкове пошто је већ постојало више места, хотела и транспортне инфраструктуре. Насупрот томе, игре у Сочију 2014. имале су велике трошкове јер је већина инсталација морала да се изгради.
МОК је покушао да ублажи ове забринутости. Прво, пристао је да финансира део буџета града домаћина. Друго, земље домаћини који се квалификују су ограничени на оне које имају ресурсе и инфраструктуру да успешно буду домаћини Олимпијских игара без негативног утицаја на њихов регион или нацију; ово искључује велики део света у развоју. Коначно, од сваког потенцијалног града домаћина се захтева да свом предлогу дода „наслеђени план“, с обзиром на дугорочни економски и еколошки утицај који ће имати домаћинство Олимпијаде.
Почевши од Зимских игара 2022., МОК дозвољава већу раздаљину између алпских и других догађаја. Понуда Осла имала је 220 километара до арене за спуст Квитфјел, док је евентуални домаћин Пекинг имао места 220 километара удаљена и од града. За Зимске игре 2026., неуспешна понуда Стокхолма предложила је одржавање алпског догађаја у Ареу, 620 километара далеко.

### Допинг
МОК је 1967. почео да доноси протоколе за тестирање на дроге. Почели су тако што су насумично тестирали спортисте на Зимским олимпијским играма 1968. године. Први спортиста на Зимским играма који је био позитиван на забрањену супстанцу био је Алојз Шлодер, западнонемачки хокејаш, али је његовом тиму и даље било дозвољено да се такмичи. Током 1970-их, тестирање ван такмичења је ескалирано јер је утврђено да одвраћа спортисте од употребе лекова за побољшање перформанси. Проблем са тестирањем током овог времена био је недостатак стандардизације тестних процедура, што је нарушило кредибилитет тестова. Тек касних 1980-их, међународне спортске федерације су почеле да координирају напоре да стандардизују протоколе за тестирање на дроге. МОК је преузео вођство у борби против стероида када је основао независну Светску антидопинг агенцију (ВАДА) у новембру 1999. године.
Зимске олимпијске игре 2006. у Торину постале су значајне по скандалу који је укључивао нови тренд допинга крви, употребе трансфузије крви или синтетичких хормона као што је еритропоиетин (ЕПО) да би се побољшао проток кисеоника и тако смањио умор. Италијанска полиција извршила је рацију у резиденцији аустријске репрезентације у скијашком трчању током Игара где је запленила узорке и опрему за допинг крви. Овај догађај је уследио након суспензије пред Олимпијске игре 12 скијаша који су били позитивни на неуобичајено висок ниво хемоглобина, што је доказ крвног допинга.
Зимске олимпијске игре 2014. у Сочију, руски допинг скандал довео је до тога да Међународни олимпијски комитет покрене дисциплински поступак против 28 (касније повећано на 46) руских спортиста који су се такмичили на Зимским играма 2014. у Сочију у Русији, поступајући на основу доказа да су њихови узорци урина били петљао са.

### Хладни рат
Зимске олимпијске игре биле су идеолошки фронт у Хладном рату од када је Совјетски Савез први пут учествовао на Зимским играма 1956. Није требало дуго да борци Хладног рата открију какво моћно пропагандно оруђе могу бити Олимпијске игре. Појава државног спонзорисаног „сталног спортисте аматера“ земаља Источног блока додатно је нагризла идеологију чистог аматера, јер је самофинансирајуће аматере западних земаља ставила у неповољан положај. Совјетски Савез је ушао у тимове спортиста који су сви номинално били студенти, војници или су радили у некој професији, али многи од њих су у стварности били плаћени од стране државе да тренирају са пуним радним временом. Ипак, МОК се држао традиционалних правила у вези са аматеризмом све до 90-их.
Хладни рат је створио тензије међу земљама савезницама двеју суперсила. Затегнути односи између Источне и Западне Немачке створили су тешку политичку ситуацију за МОК. Због своје улоге у Другом светском рату, Немачкој није било дозвољено да се такмичи на Зимским олимпијским играма 1948.  Године 1950. МОК је признао Олимпијски комитет Западне Немачке и позвао Источну и Западну Немачку да се такмиче као уједињени тим на Зимским играма 1952. године. Источна Немачка је одбила и уместо тога је тражила међународни легитимитет одвојен од Западне Немачке.
Совјетски Савез је 1955. признао Источну Немачку као суверену државу, чиме је дао већи кредибилитет кампањи Источне Немачке да постане независни учесник. МОК је привремено прихватио Национални олимпијски комитет Источне Немачке под условом да се Источни и Западни Немци такмиче као један тим. Ситуација је постала напета када је источна Немачка изградила Берлински зид 1961. године како би зауставила миграцију својих грађана, а западноевропске нације су почеле да одбијају визе источнонемачким спортистима. Нелагодан компромис уједињеног тима трајао је до Игара у Греноблу 1968. када је МОК поделио тимове и запретио да ће одбити понуде градова домаћина било које земље која одбије улазне визе за спортисте из Источне Немачке.

### Бојкот
Зимске игре су имале само један бојкот репрезентације када је Тајван одлучио да не учествује на Зимским олимпијским играма 1980. одржаним у Лејк Плесиду. Пре игара, МОК је пристао да дозволи Кини да се такмичи на Олимпијским играма први пут од 1952. године. Кина је добила дозволу да се такмичи као "Народна Република Кина" (НРК) и да користи заставу и химну НРК. До 1980. године острво Тајван се такмичило под именом "Република Кина" (РОЦ) и користило је заставу и химну РОЦ. МОК је покушао да се земље такмиче заједно, али када се то показало неприхватљивим, МОК је захтевао да Тајван престане да себе назива „Републиком Кином“.
МОК је преименовао острво у „ Кинески Тајпеј “ и захтевао да усвоји другачију заставу и националну химну, на шта Тајван неће пристати. Упркос бројним жалбама и судским саслушањима, одлука МОК-а је остала. Када су тајвански спортисти стигли у олимпијско село са својим личним картама Републике Кине нису били примљени. Они су касније напустили Олимпијаду у знак протеста, непосредно пре церемоније отварања. Тајван се вратио у олимпијско такмичење на Зимским играма у Сарајеву 1984. као Кинески Тајпеј. Земља је пристала да се такмичи под заставом са амблемом њиховог Националног олимпијског комитета и да свира химну свог Националног олимпијског комитета уколико један од њихових спортиста освоји златну медаљу. Споразум остаје на снази до данас.

## Табела медаља
Доња табела користи званичне податке Међународног олимпијског комитета.
| Бр. | Земља                     | Игре | Злато | Сребро | Бронза | Укупно |
| --- | ------------------------- | ---- | ----- | ------ | ------ | ------ |
| 1   | Норвешка                  | 23   | 132   | 125    | 111    | 368    |
| 2   | Сједињене Америчке Државе | 23   | 105   | 110    | 90     | 305    |
| 3   | Немачка                   | 12   | 92    | 86     | 60     | 238    |
| 4   | Совјетски Савез           | 9    | 78    | 57     | 59     | 194    |
| 5   | Канада                    | 23   | 73    | 64     | 62     | 199    |
| 6   | Аустрија                  | 23   | 64    | 81     | 87     | 232    |
| 7   | Шведска                   | 23   | 57    | 46     | 55     | 158    |
| 8   | Швајцарска                | 23   | 55    | 46     | 52     | 153    |
| 9   | Русија                    | 6    | 47    | 38     | 35     | 120    |
| 10  | Холандија                 | 21   | 45    | 44     | 41     | 130    |
| 11  | Финска                    | 23   | 43    | 63     | 61     | 167    |
| 12  | Италија                   | 23   | 40    | 36     | 48     | 124    |
| 13  | Источна Немачка           | 6    | 39    | 36     | 35     | 110    |
| 14  | Француска                 | 23   | 36    | 35     | 53     | 124    |
| 15  | Јужна Кореја              | 18   | 31    | 25     | 14     | 70     |
| 16  | Јапан                     | 21   | 14    | 22     | 22     | 58     |
| 17  | Кина                      | 11   | 13    | 28     | 21     | 62     |
| 18  | Западна Немачка           | 6    | 11    | 15     | 13     | 39     |
| 19  | Уједињено Краљевство      | 23   | 11    | 4      | 16     | 31     |
| 20  | Чешка                     | 7    | 9     | 11     | 11     | 31     |

## Списак Зимских олимпијских игара
- Шамони 1924
- Санкт Мориц 1928
- Лејк Плесид 1932
- Гармиш-Партенкирхен 1936
- Санкт Мориц 1948
- Осло 1952
- Кортина Дампецо 1956
- Скво Вели 1960
- Инзбрук 1964
- Гренобл 1968
- Сапоро 1972
- Инзбрук 1976
- Лејк Плесид 1980
- Сарајево 1984
- Калгари 1988
- Албертвил 1992
- Лилехмер 1994
- Нагано 1998
- Солт Лејк Сити 2002
- Торино 2006
- Ванкувер 2010
- Сочи 2014
- Пјонгчанг 2018
- Пекинг 2022